# گاو دریایی
گاو دریایی‌ها پستاندارانی آبزی از راستهٔ گاودریاییان (Sirenia)، خانوادهٔ تن‌موییان Trichechidae و سردهٔ تریککوس (Trichechus) هستند.
گاودریایی‌سانان تنها پستانداران دریایی هستند که کاملاً آبزی و گیاه‌خوارند و تقریباً تمام آنها بدون مو و اندام حرکتی عقبی‌اند.
گاو دریایی با گاوماهی و در کل خانواده گاوماهیان (Dugongidae) از نظر شکل جمجمه و دُم تفاوت دارد. دم گاو دریایی پارویی‌شکل است در حالی که دم گاوماهی چنگالی است.
گاوهای دریایی گیاه خوار هستند و بیشتر وقت خود را به چرا در پایابها (آب‌های کم‌عمق) می‌گذرانند.
زیستگاه این جانوران، دریاهای آمریکای مرکزی، رودهای آمازون و بخش غربی آفریقاست.
مردم بومی کارائیب از روی سنت به شکار گاوهای دریایی می‌پردازند. زمانی که کریستف کلمب به این سامان آمد شکار گاو دریایی یک تجارت تثبیت‌شده بود. سرخ‌پوستان آمریکا گاو دریایی را برای ساخت سپر، قایق و کفش و همچنین گوشت زیادی که دارد شکار می‌کردند. شکارچیان، برای کشتن این جانوران با چوب‌هایی پارومانند بر سر آن‌ها می‌کوفتند.

## گونه‌ها
- گاو دریایی تن‌مویی آمازونی (Trichechus inunguis)
- گاو دریایی تن‌مویی دست‌باله‌ای (Trichechus manatus)
- گاو دریایی تن‌مویی سنگالی (Trichechus senegalensis)
- گاو دریایی کوتوله (Trichechus bernhardi) که اعتبار و درستی این گونه پرسش‌برانگیز است.